# Jednojęzyczny słownik dydaktyczny

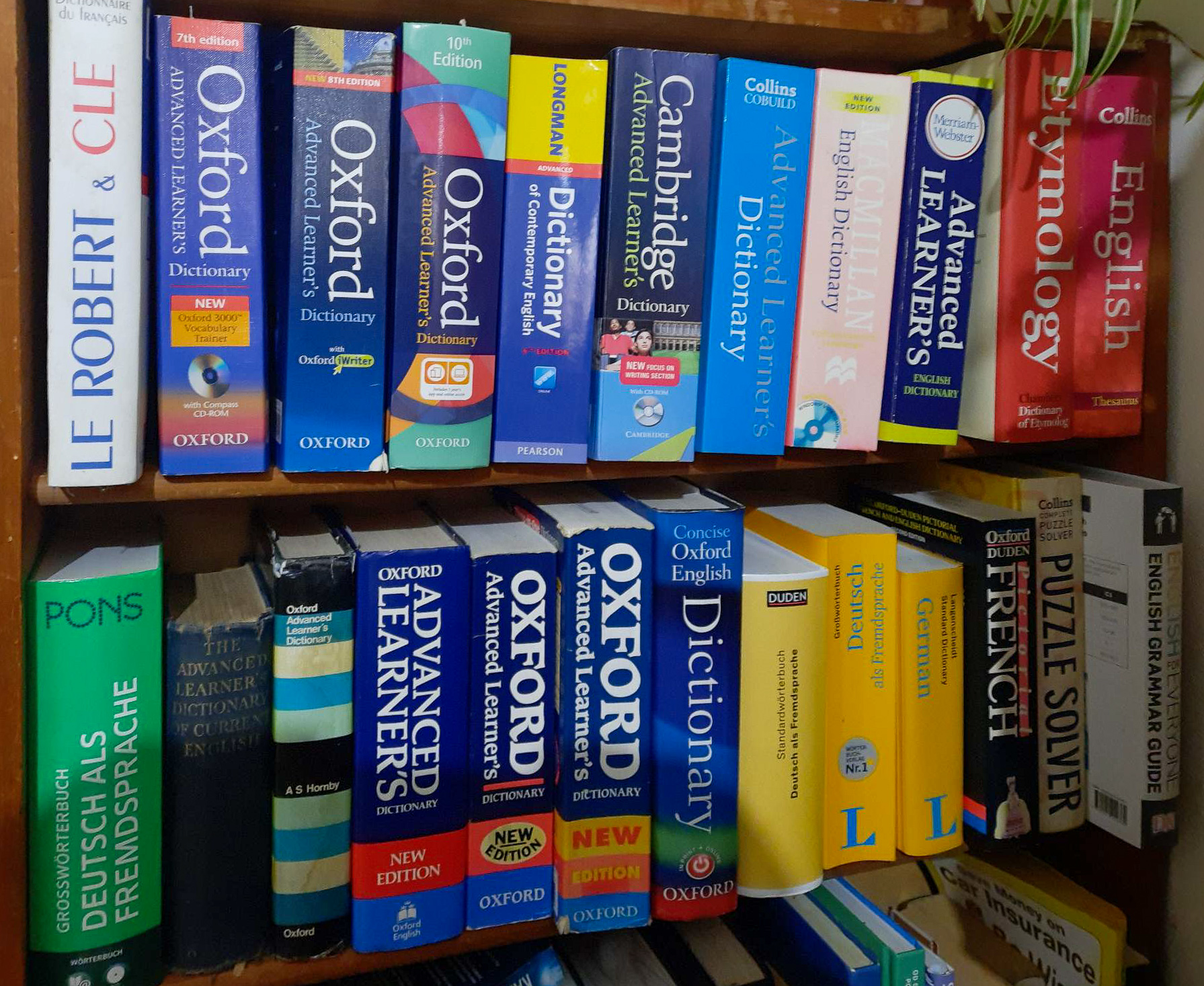
Słowniki jednojęzyczne

Jednojęzyczny słownik dydaktyczny, słownik pedagogiczny, słownik dla uczących się języka obcego – słownik podający definicje i określenia słów w języku wyrazu definiowanego, przeznaczony dla osób uczących się języka obcego. Definicje są sformułowane tak, aby były zrozumiałe przez osoby będące na danym poziomie znajomości języka. Słowniki dydaktyczne opracowuje się dla osób o różnych kompetencjach językowych: zaawansowanych w nauce języka, średnio zaawansowanych i dla początkujących. Dydaktyczne słowniki jednojęzyczne są wydawane w rozmaitych językach, używanych zwłaszcza w sytuacjach ponadnarodowych, jak angielski, francuski, niemiecki. Największy rynek dla tego typu wydawnictw rozwinęła Wielka Brytania, gdzie ukazało się pięć słowników wydanych przez liczące się w świecie naukowym koncerny wydawnicze. Od czasu publikacji pierwszego słownika tego typu w 1948, typ książki przeszedł ewolucję – kamieniami milowymi rozwoju były m.in. wprowadzenie metajęzyka do opisu haseł, opartego na najczęściej pojawiających się słowach, a także korzystanie z korpusów językowych. Wraz z rozwojem i upowszechnieniem komputeryzacji i internetu, książkowe wydania słowników zostały uzupełnione o wersje elektroniczne, strony internetowe i aplikacje mobilne.
Artykuły hasłowe w jednojęzycznych słownikach dydaktycznych różnią się od haseł w słownikach ogólnych. Definicje są pisane prostym językiem, stosowany bywa specjalnie opracowany metajęzyk, mają rozwinięty opis gramatyczny, podaną wymowę, najczęściej międzynarodowym alfabetem fonetycznym, zawierają przykłady użycia, pomocne w rozumieniu hasła, sytuujące je w odpowiednim kontekście gramatycznym oraz służące rozumieniu sposobu użycia danego wyrazu hasłowego. 

## Słowniki w metodyce
Standardem w dydaktyce języków obcych jest używanie słownika dwujęzycznego. Takiego typu słowników studenci używają najczęściej, przy czym przeważa używanie słownika tłumaczącego z języka obcego na język ojczysty. Uczący się wskazują na łatwość w korzystaniu jako największą jego zaletę. W słowniku dwujęzycznym prosty jest proces kodowania (uczenia się słowa w języku obcym) i dekodowania (zrozumienia języka obcego). Wadą takich słowników jest zwykle to, że pisane są zazwyczaj dla naturalnego użytkownika jednego języka, toteż nie zawierają informacji potrzebnych do kodowania i dekodowania w obydwie strony. Inną wadą słowników dwujęzycznych jest brak umieszczenia słowa w kontekście językowym, skutkiem czego u uczącego się powstają wątpliwości i robi on błędy leksykalne. Słownik jednojęzyczny wykonuje zadanie kodowania w jedną i drugą stronę. Kluczowym elementem słownika jednojęzycznego jest definicja, która jest wzbogacona o przykłady zdania z korpusu językowego. Badania przeprowadzone wśród uczących się języka wykazały, że zrozumienie przy pomocy definicji jest podobne do zrozumienia przy pomocy dobrze dobranych zdań z korpusu językowego.
Odpowiednio dobrany słownik jednojęzyczny wspomaga naukę języka obcego, przy czym korzystanie ze słownika jako pomocy naukowej jest uważane za uczenie się nieintencjonalne. Udowodniono, że korzystanie ze słownika rozwija umiejętności językowe.
Badania przeprowadzone przez zespół naukowców z Hongkongu na grupie 31 studentów, z wykorzystaniem słowników jednojęzycznych Collins COBUILD Advanced Dictionary, Longman Dictionary of Contemporary English oraz Cambridge Advanced Learner’s Dictionary, wykazały, że opracowania te pomagają określić znaczenie i sposób wykorzystania słów jednakowo efektywnie. Zastosowane w szacie graficznej formatowanie tekstu z wykorzystaniem pogrubienia, kapitalików i symboli specjalnych jest pomijane przez większość czytelników, którzy skupieni są na ustaleniu znaczenia słów wykorzystując definicje i przykłady. Przejrzystość i wieloaspektowość definicji oraz przykładów są głównymi kryteriami przy wyborze konkretnego słownika. Badacze zalecają leksykografom rozszerzanie kontekstu definicji, zwiększanie ilości przykładów i wyróżnianie najistotniejszych informacji dotyczących gramatyki. 
Z innych badań, na które powołuje się leksykograf A. C. Cowie wynika, że najczęściej wyszukiwanymi kategoriami słów są rzeczowniki, czasowniki i przymiotniki. Rzadziej kwerenda dotyczy klas zamkniętych – spójników, przyimków. Badania przeprowadzone w roku 1989 przez H. Béjointa wykazały, że 68% poszukuje idiomów, a 55% pojęć nacechowanych kulturowo lub haseł encyklopedycznych. Dla odmiany, 66% badanych nigdy nie wyszukiwało „pospolitych” słów, a 47% – słów z kategorii  zamkniętych.

### Słownik jednojęzyczny a dwujęzyczny
Preferencje wyboru słownika jedno- lub dwujęzycznego zależą od rozmaitych czynników: rok nauki, poziom kompetencji językowej, natura działalności językowej. Trudno ustalić, kiedy osoba powinna przejść z korzystania ze słowników dwujęzycznych na jednojęzyczne. Zakłada się jednak, że przejście będzie następowało stopniowo. Samo przejście z jednego typu słownika do drugiego zależy od różnic między poszczególnymi słownikami jednojęzycznymi i wzrostu kompetencji uczących się. Każdy typ słownika odpowiada pewnemu poziomowi kompetencji językowej uczącego się, przy czym są one różne, i dlatego np. Collins COBUILD wydaje słowniki na trzech poziomach. Słownik dwujęzyczny przynosi co prawda natychmiastowe dekodowanie znaczenia terminów naukowych czy technicznych, natomiast nie podaje informacji semantycznych, gramatycznych lub stylistycznych, które dla odmiany są mocną stroną słowników jednojęzycznych. Leksykograf A. C. Cowie uważa, że  studenci muszą odzwyczaić się od zbytniego uzależnienia się od słowników dwujęzycznych, występującego głównie w ich przekonaniu, że język obcy jest tylko kalką systemu znanego z własnego języka ojczystego. Słownik jednojęzyczny przekonuje ucznia, że każdy język ma własne widzenie świata, które uczący się stopniowo zgłębia. Przeprowadzone wśród zaawansowanych uczniów badania wskazały, że spośród osób korzystających ze słowników 77% wyraziło większe zaufanie do słowników jednojęzycznych, podczas gdy 36%, było bardziej zadowolonych z używania słownika dwujęzycznego, wyniki innych przeprowadzonych badań były podobne.
Wśród krytyków dydaktycznych słowników jednojęzycznych pojawia się opinia, że nawet przy dobrym podaniu kontekstu uczący się może nie natrafić na właściwe znaczenie, które byłoby mu podane w słowniku dwujęzycznym. Ponadto trudny dla odbiorcy jest język słownika, struktura haseł, przez co korzystanie ze słownika jednojęzycznego wymaga przygotowania i odpowiednich kompetencji językowych.
Jedną ze ścieżek rozwoju słowników jednojęzycznych było powstanie słowników mieszanych (w terminologii leksykograficznej „bilingualized”), które zaczęto wydawać od lat 60. XX wieku. W przeciwieństwie do słowników dwujęzycznych zawierają one alfabetyczny indeks tylko w jednym języku. Oprócz podania znaczeń w drugim języku, zachowują większość cech słowników jednojęzycznych, np. dalej oferują definicje w języku wyjścia i przykłady użycia w zdaniach.

## Budowa artykułu hasłowego w słowniku jednojęzycznym

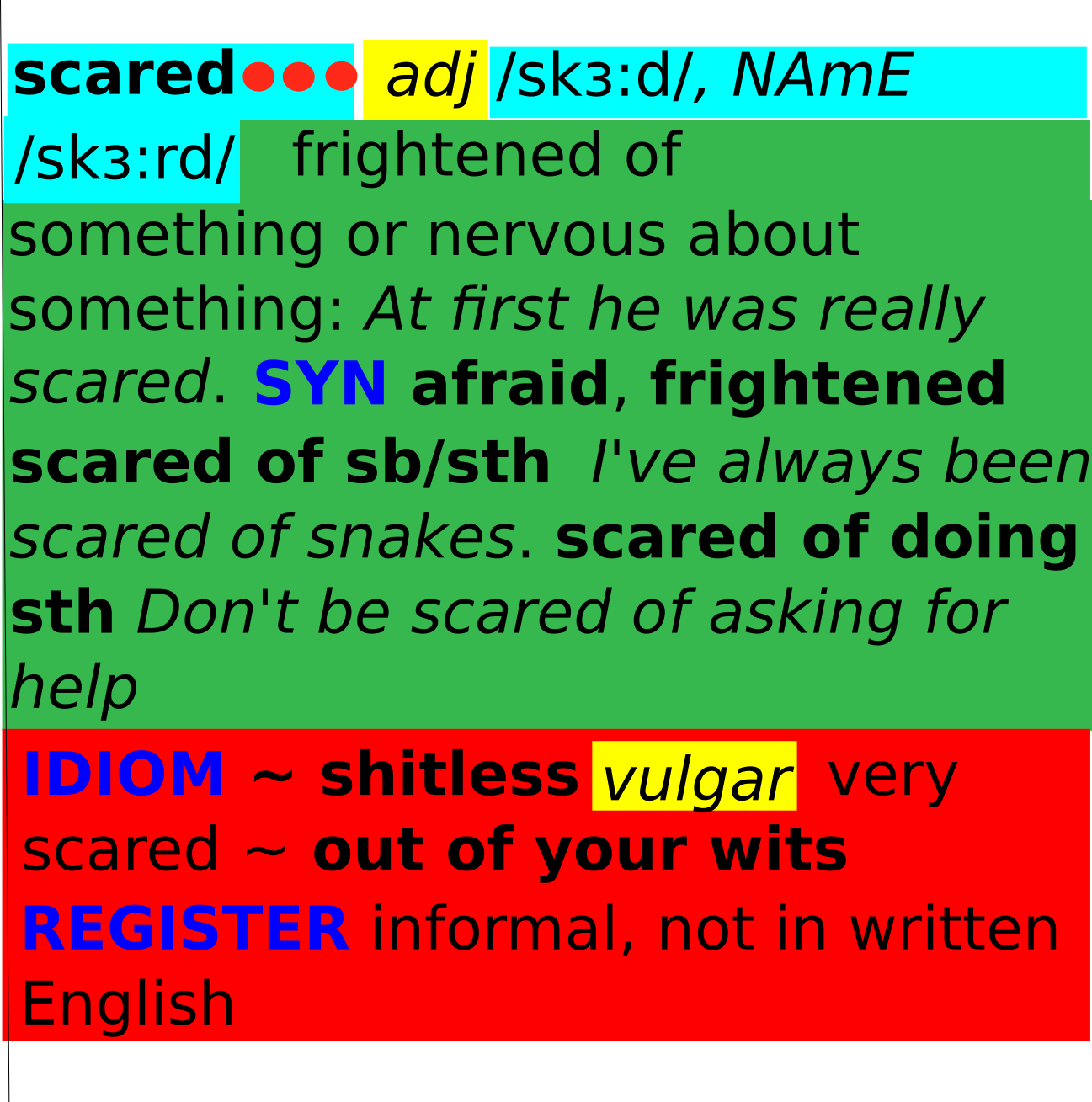
Przykład artykułu hasłowego opracowanego wg LDOCE I OALD

Artykuł hasłowy w dydaktycznym słowniku jednojęzycznym zbudowany jest inaczej niż w słowniku jednojęzycznym dla natywnego użytkownika języka. Sposób prezentacji artykułów hasłowych może być nieco odmienny w zależności od słownika. Typowe hasło słownikowe w słowniku dydaktycznym składa się z następujących elementów:
1. Nazwy artykułu hasłowego; każde znaczenie homonimiczne podane jest jako oddzielne hasło[15]; podane są pisownie alternatywne, np. banister i bannister
2. Kwalifikatorów, np. częstotliwość użycia słowa lub poziom zaawansowania studenta[16]
3. Wymowy, podanej najczęściej przy użyciu międzynarodowego alfabetu fonetycznego, zróżnicowanie geograficzne wymowy (np. amerykański i brytyjski wariant języka angielskiego[17], niemczyzna szwajcarska lub austriacka), akcent główny i poboczny
4. Dodatkowych kwalifikatorów gramatycznych, np. do określenia poiczalności w przypadku rzeczownika, np. bowler [C], bowling [U][18], wind [C, U][19] lub przechodniości czasownika[16]
5. Definicji podanej w prostym języku, często napisanej w predefiniowanym metajęzyku, takim jak np. LONGMAN Defining Vocabulary czy Oxford 3000[20][21]
6. Wymowy, podanej najczęściej przy użyciu międzynarodowego alfabetu fonetycznego, zróżnicowanie geograficzne wymowy (np. amerykański i brytyjski wariant języka angielskiego[17], niemczyzna szwajcarska lub austriacka), akcent główny i poboczny
7. Konstrukcji słownych, np. frazy czasownika frazowego, idiomy[22]
8. Rejestru językowego, czyli w jakich okolicznościach dane słowo jest używane, np. potoczne, wulgarne, książkowe, techniczne[23]
9. Informacji gramatycznych, takich jak np. przechodniość, (rekcja), np. warten auf, nieregularne formy np. czasu przeszłego, sposób poprawnego gramatycznie użycia słowa, np. change from – to something, coupable de quelque chose[24][20]
10. Przykładów użycia, np. bavardage → cet éléve a été puni pour bavardage pendant le cours[25], Schlamassel → Da haben wir den Schlamassel[26],  violence → pendant la guerre de nombreux actes de violence ont été commis[27],
11. Synonimów, antonimów np. flabbergasted – syn. astonished[28]

## Historia
Historia jednojęzycznych słowników dydaktycznych sięga roku 1937, kiedy w Wielkiej Brytanii pojawił się słownik A New Method English Dictionary autorstwa Michaela Westa i Jamesa Endicotta. Zawierał 23 898 artykułów hasłowych definiowanych metasłownikiem o zawartości 1 490 słów, w założeniu miał służyć uczniom średnio zaawansowanym i nastawiony był na dekodowanie, czyli rozumienie słów w języku obcym. Z tego powodu słownik nie zawierał wielu uwag gramatycznych, brak było informacji o składni, a informacje dotyczące wymowy oparte były na niejasnych i trudnych w zastosowaniu zasadach. 
W 1948 wydawnictwo uniwersytetu w Oksfordzie wydało angielskojęzyczny słownik Alberta Hornby’ego Oxford Advanced Learner’s Dictionary of Current English. Przez ponad dwadzieścia lat był jedyną tego typu pozycją na rynku wydawniczym i w tym czasie przeszedł zmiany. Słowniki innych wydawnictw zaczęły pojawiać się w latach 80. XX w. Słowniki rozwijały się; brytyjski leksykolog A. P. Cowie wyróżnia trzy generacje jednojęzycznych słowników tematycznych.

### Słowniki drugiej generacji
Druga generacja angielskich słowników jednojęzycznych rozpoczęła się z chwilą wydania drugiej edycji słownika Hornby'ego (1963), a zakończyła wraz z pierwszym wydaniem Longman Dictionary od Contemporary English w roku 1978 – momencie określanym jako koniec hegemonii słownika Hornby'ego. Jedna z najważniejszych zmian w tamtym okresie dotyczy sposobu prezentacji idiomów i wyrażeń frazowych i ich klasyfikacji według słowa kluczowego. Zdecydowano, że nie zawsze pierwsze słowo idiomu jest najważniejszym, zwłaszcza jeśli znaczenie idiomu jest oderwane od części składowych. W tym etapie ukształtowała się również struktura zdań ilustrujących wyrazy hasłowe, porzucono ich skrótowość na rzecz zdań dłuższych, ale bliższych rzeczywistemu językowi. W tej generacji słowników eksperymentowano z transkrypcją fonetyczną, np. w trzecim wydaniu słownika oksfordzkiego zrezygnowano z dierez, czyli znaków wskazujących na długość dźwięku samogłosek, co w zamyśle autorów miało uwydatnić zmiany jakościowe. Krytyka tego rozwiązania była jednak tak powszechna, że pomysł zarzucono w kolejnych dodrukach tego samego wydania. W tej generacji słowników wprowadzono obszerny przewodnik po artykule hasłowym, w którym w graficzny sposób przedstawiono budowę artykułu hasłowego i miejsce, gdzie można znaleźć poszukiwaną informację: notkę gramatyczną, wymowę, kwalifikatory. To rozwiązanie zastosowano po raz pierwszy w III wydaniu OALD. Koniec tej generacji wyznacza słownik Longmana, w którym wprowadzono kontrolowany metasłownik do definiowania, a także po raz pierwszy wprowadzono komputer jako narzędzie do tworzenia słowników.

### Słowniki trzeciej generacji
W słownikach drugiej generacji zdania przykładowe były stworzone przez autorów słownika, a nie zaczerpnięte z żywej angielszczyzny. Leksykograf i autor słowników A. S. Hornby twierdził, że przykłady wymyślone przez autorów zawierają wszystko, co jest potrzebne do zrozumienia hasła, a także mogą być dostosowane do potrzeb uczącego się. Trend ten zmieniło pojawienie się w roku 1987 słownika Collins COBUILD Advanced Dictionary, w którym po raz pierwszy nie tworzono własnych przykładów, a wykorzystano korpus językowy. Inicjator tej idei John Sinclair twierdził, że autentyczne przykłady zarówno tłumaczą wyraz, jak też służą jako model dla mówienia i pisania, czego przykłady wymyślone nie czynią. 
Innym istotnym momentem było wprowadzenie metasłownika – słownika specjalnie dobranych wyrazów, za pomocą którego pisane są definicje. Trend ten rozpoczęło wydawnictwo Longman, trzymając się ściśle predefiniowanego słownika, podczas gdy w słownikach innych wydawnictw definiowano wyrazy w prosty sposób, nie uciekając się do zabiegów formalnych; w przypadku słownika oksfordzkiego metasłownik utworzono w wydaniu siódmym. 
Na początku XXI w. na rynku brytyjskim było dostępnych 5 słowników dydaktycznych. Wraz z rozwojem internetu niektóre słowniki pojawiły się online i korzystały z możliwości przekazu multimedialnego. Ponieważ korzystanie ze słownika zawsze stanowiło pewną trudność dla uczących się, głównie z uwagi na skomplikowane reguły rządzące słowami, obserwuje się trend upraszczania elementów słownika, np. definicje w każdym nowym wydaniu.

### Słowniki drukowane a słowniki online
Ograniczenia dotyczące słowników w postaci drukowanej nie dotyczą lub dotyczą w niewielkim stopniu słowników elektronicznych. Ze względu na ich multimedialność można zamieścić nagrania dźwiękowe wymowy; ponadto istnieje natychmiastowy dostęp do słowa. Z drugiej strony wersje online zawierają mniej ilustracji i tablic. Słownik online ma możliwość szybkiego dodawania nowych słów, może też pomieścić ich o wiele więcej. Przykładowo, słownik LDOCE6 zawiera 230 tys. słów i fraz w wersji drukowanej i 300 tys. w wersji online, 165 tys. przykładów w oparciu o korpus językowy i milion więcej w wersji on-line, zintegrowany słownik wyrazów bliskoznacznych z 80 tys. synonimów, antonimów i wyrazów bliskoznacznych, których jest 147 tys. online.

## Przegląd słowników jednojęzycznych
Jednojęzyczny słownik dydaktyczny po raz pierwszy ukazał się w Wielkiej Brytanii nakładem wydawnictwa uniwersytetu oksfordzkiego w 1948 roku. Na początku XXI w. istniało pięć wydawnictw brytyjskich oferujących tego typu wydawnictwa, osiągalne również w wersji online. Słowniki dydaktyczne istnieją również w innych językach: francuskim, niemieckim, szwedzkim.

### Słownik oksfordzki, OALD

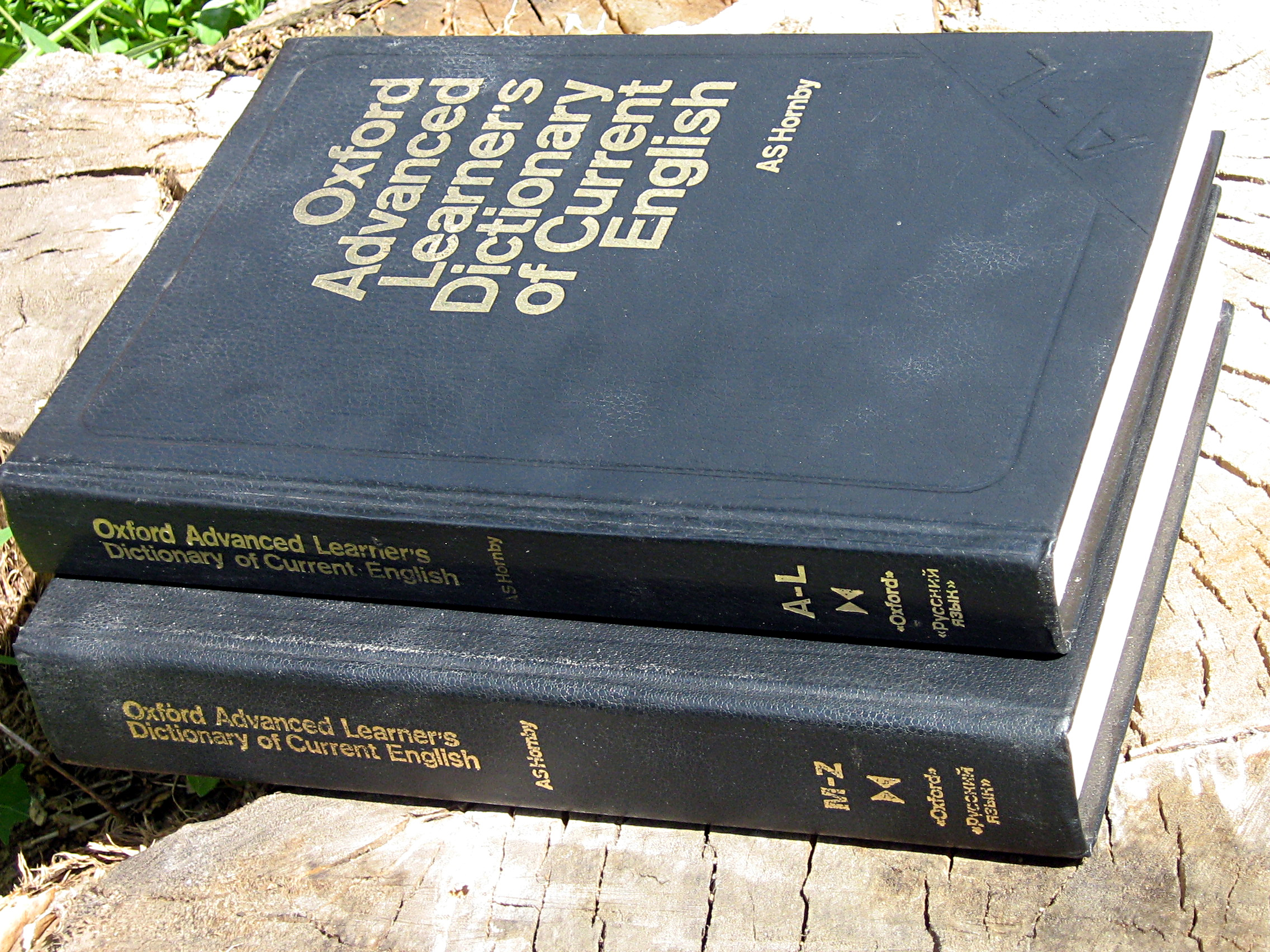
Słownik OALD, trzecie wydanie

Pierwszy słownik dla uczących się języka angielskiego został opracowany w latach 1937–1940 i wydany w roku 1948 pod nazwą Oxford Advanced Learner’s Dictionary of Current English opracowany przez Alberta Hornby’ego. Założeniem było maksymalne uproszczenie definicji w porównaniu z tradycyjnymi słownikami, takimi jak Concise Oxford English Dictionary, argumentując, że uczeń języka nie jest w stanie zrozumieć definicji pisanej normalnym językiem – zrozumiałym dla ludzi używających angielszczyzny jako języka ojczystego. Słowa użyte do definiowania były wybrane w taki sposób, by były znane dla ucznia. Zrezygnowano z terminologii fachowej, zwłaszcza łacińskojęzycznej. Słownik zawierał 1406 ilustracji, a wymowa została zapisana Międzynarodowym Alfabetem Fonetycznym.
Pierwsze wydanie słownika okazało się sukcesem, toteż w roku 1963 ukazało się jego drugie, poprawione wydanie, w którym wprowadzono dydaktyczny podział czasowników na 25 grup i zwiększono liczbę przykładów językowych. W wydaniu 3. zmieniono warstwę graficzną, wprowadzono nowe oznaczenia, a także po raz pierwszy wulgaryzmy. Od wydania 4. do haseł dodawane są dodatkowe informacje dotyczące stosowania podobnych wyrażeń i ta cecha była konsekwentnie rozwijana. W wydaniu 7. z roku 2005 wprowadzono „Oxford 3000” – zbiór 3000 słów szczególnie potrzebnych w nauce języka, wybranych przez zespół naukowców (tzw. metasłownik) i za pomocą tych słów są definiowane wszystkie inne. Słowa te pochodzą głównie z listy najczęściej używanych wyrazów z korpusu językowego, a także listy najczęściej używanych słów z niektórych dziedzin. W 10. wydaniu słownika hasła otrzymały kwalifikatory przyporządkowujące je do odpowiedniej klasy Europejskiego Systemu Opisu Kształcenia Językowego.

### Słownik Longman Pearson, LDOCE

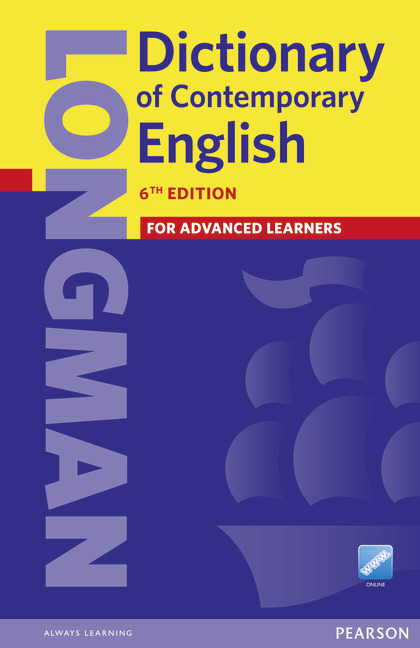
Szóste wydanie słownika LDOCE

Kolejnym chronologicznie angielskim słownikiem dydaktycznym jest od 1978 roku Longman Dictionary of Contemporary English wydany przez Longman Pearson, w którym zaprezentowano inne podejście do definiowanych haseł niż w innych słownikach. Rozwinięto część gramatyczną, a w wydaniu 6. pojawiła się oddzielna broszura zintegrowana ze słownikiem – Grammar Guide. Utrzymywana jest zintegrowana z publikacją strona internetowa słownika, zawierająca rozszerzoną wersję słownika (np. 330 000 słów i fraz w porównaniu z 230 000 w wersji książkowej), dodatkowy materiał w postaci interaktywnej – ćwiczenia językowe, filmy, testy. Oprócz definicji słownik dostarcza odbiorcom dodatkowe informacje: różnice między mówionym a pisanym językiem angielskim, częstotliwość użycia słów w języku, synonimy, antonimy i inne. Niektórzy krytycy (np. Amy Chi) zarzucają słownikowi, że jest zbyt gruby i nieporęczny w użyciu.
Istnieje również wydawana od r. 1983 wersja słownika dla średnio zaawansowanych pod nazwą Active Study Dictionary for Intermediate – Upper Intermediate Learner.

### Słownik Collins COBUILD
W 1987 wydawnictwo Collins opublikowało słownik Collins COBUILD Advanced Dictionary, zdecydowanie różniący się od słownika oksfordzkiego i Longmana, przez krytyków oceniany jako rewolucyjny. Po raz pierwszy przygotowanie słownika zostało oparte na korpusie językowym (COBUILD, kierowanym przez Johna Sinclaira). Słownik został opracowany według nowej, przełomowej w leksykografii metody – pokrycia leksemów przykładami bardziej zróżnicowanymi niż do tej pory w słownikach tego typu. Szczególną uwagę skupiono na najpowszechniejszych słowach języka, np. słowo see występuje w 30 kontekstach. W słowniku zastosowano również odmienne podejście do szaty graficznej, wprowadzając na stronie dwie oddzielne, wąskie kolumny na prawo od tekstu głównego, w których podano kategorie gramatyczne i semantyczne. Wyjaśnienia zawsze sformułowano pełnymi zdaniami, w treści haseł unikano skrótów (od tego pomysłu odstąpiono w 8. wydaniu słownika). Tak np. definiuje się czasownik play: When children, animals or perhaps adults play, they spend time doing enjoyable things, such as using toys and taking part in games.Tym samym hasło główne pojawia się jako definiens jak i definiendum. Definicje są formułowane pełnymi zdaniami, po trzecie zaś, definicja pełni również rolę sposobu użycia w zdaniu. Podejście to jest ważne również dla uczącego się, który w przeciwieństwie do innych słowników ma do czynienia z pełnym zdaniem, w którym pokazano zarówno znaczenie jak i sposób użycia.
Treść słownika udostępniona jest w Internecie. W kwietniu 2023 opublikowano dziesiąte wydanie tego słownika. Po słowniku ogólnym wydawnictwo Collins opublikowało później słownik dla uczniów amerykańskiej angielszczyzny Collins COBUILD Advanced American English Dictionary (drugie wydanie w 2016).
Opracowano również wersję słownika dla średnio zaawansowanych Collins COBUILD Intermediate Learner’s Dictionary. W słowniku tym, oprócz standardowych, pisanych prostym językiem i pełnymi zdaniami definicji, wprowadzono ramki z wybranym kontekstowo słownictwem tematycznym oraz elementy słownika obrazkowego.

### Słownik Uniwersytetu w Cambridge, CALD
W roku 1995 pierwszy słownik dla uczących się angielskiego jako języka obcego pod nazwą Cambridge International Dictionary of English wydał dom wydawniczy Cambridge University Press. Słowniki z Cambridge są opracowane z myślą o organizowanych przez uniwersytet egzaminach (B2 First, C1 Advanced, C2 Proficiency). Cechą słownika CALD Jest prostota: metasłownik użyty do definiowania wyrazów hasłowych zawiera ok. 2 000 słów, znacząco mniej niż w konkurencyjnych słownikach, w których liczba słów metasłownika waha się między 2 500 a 3000. Każda definicja w słowniku podana jest pełnym zdaniem. Dodatkowo wyróżniającą go cechą są uwagi poprawnościowe i omówienie powszechnych błędów popełnianych przy użyciu danego słowa sygnowana oknem „common mistake”. Słownik podaje również ważne kolokacje. Przykłady użycia wyrazów w zdaniach pochodzą z Cambridge International Corpus, zbioru ponad półtora miliarda słów różnych rejestrów i odmian języka.

### Słownik Macmillana, MED
W roku 2002 na rynku anglojęzycznych słowników dydaktycznych pojawiło się wydawnictwo Macmillan ze słownikiem Macmillan English Dictionary for Advanced Learners, objętościowo podobnym do wcześniejszych słowników innych wydawnictw. Mimo słowa advanced w tytule jest przeznaczony raczej dla odbiorców średnio zaawansowanych. Nowością było to, że pojawił się w dwóch wersjach, dla użytkowników brytyjskiej i amerykańskiej odmiany angielszczyzny. Zwrócono szczególną uwagę na kolokacje, część podając w głównej treści słownika, a najsilniejsze – w 450 wydzielonych przestrzeniach. Zwrócono szczególną uwagę na wygląd stron, których wygląd miał być przyjemny dla odbiorcy. Słownik ten ukazał się tylko dwukrotnie. Słownik internetowy Macmillan, który został stworzony w roku 2009, został zamknięty 30 czerwca 2023. Jako powód wydawnictwo podało niemożność dalszego prowadzenia projektu ze względu na koszty.

### Amerykański słownik Merriam-Webster

Logotyp Merriam-Webster

Choć brytyjskie słowniki dydaktyczne z reguły zawierają informacje na temat amerykańskiego słownictwa i wymowy, amerykańskie wydawnictwo Merriam-Webster wydało słownik przeznaczony dla uczących się amerykańskiej odmiany angielszczyzny Merriam-Webster’s Advanced Learner’s English Dictionary. Mimo nastawienia na odmianę amerykańską, słownik przedstawia również obszernie elementy angielszczyzny brytyjskiej. Słownik zawiera ok. 100 tys. haseł z różnorodnych dziedzin życia. Zgodnie z wymaganiami gatunku definicje są pisane uproszczonym językiem; niekiedy po prostej definicji następują definicje rozszerzone, pisane bardziej zaawansowanym językiem. Wprowadzenie dodatkowej, rozszerzonej definicji ma pomóc uczącym się nie tylko zrozumieć samo słowo, ale również jego pole semantyczne. Definicjom towarzyszy 160 000 przykładów, zarówno rzeczywistych, jak i przygotowanych przez autorów słownika. Słownik zawiera również dodatek gramatyczny, listę wyrażeń geograficznych, oraz listę słów często mylonych.

### Słownik języka francuskiego Le Robert – CLE International
Dla języka francuskiego istnieje wydany wspólnie przez dwa wydawnictwa Le Robert i CLE International w roku 1999 Dictionnaire du Francais. Słownik zawiera 22 tys. haseł głównych. Autorzy położyli szczególny nacisk na język mówiony, język rozmów i prasy, ale również zamieszczono słowa naukowe. Ogólnie przyjęto trzy rejestry: neutralny, potoczny (familier), a także naukowy (recherché), wprowadzono popularne w języku francuskim skróty doc, manif, psy, télé., jak też popularne akronimy, typu HLM, RER, TGV, CAC 40. Wydawcy deklarują, że hasła słownikowe zostały napisane prostą francuszczyzną i zaopatrzone przykładami, które podano zamiast szczegółowego opisu słownego. Informacje w haśle określają:
- Ważność słowa
- Zapis fonetyczny
- Kategorię gramatyczną
- Rodzaj i liczbę
- Miejsce umieszczenia towarzyszącej przydawki
- Policzalność rzeczowników
- Klasyfikację galicyzmów
- Rejestr językowy
- Definicję
- Synonimy, antonimy
- Konstrukcje gramatyczne występujące z danym słowem
- Fałszywych przyjaciół – czyli podobnych wyrazów w innych językach o innym znaczeniu

Słownik zawiera aneks z tabelami deklinacyjnymi, „fałszywymi przyjaciółmi”, ważnymi skrótowcami, wyrażeniami liczbowymi, podawaniem czasu, najważniejszymi datami z historii Francji i rozdziałem o francuskich instytucjach.

### Słowniki niemieckojęzyczne
Jako pierwszy słownik dla uczących się języka niemieckiego w roku 1993, czyli przed reformą niemieckiej ortografii, ukazał się na niemieckim rynku słownik Großwörterbuch Deutsch als Fremdsprache. Wydawnictwo Langenscheidt zakładało, że będzie on przyjazny dla użytkownika (leserfreundlich). Słownik zawiera ok. 60 tys. haseł i zwrotów. Z biegiem czasu zrezygnowano z terminologii fachowej i skrótów, natomiast oprócz standardowego rejestru zamieszczono też różne odmiany języka, język potoczny i slang młodzieżowy. Zrezygnowano również ze znanych wyrazów międzynarodowych, np. Sitcom, Avatar, Capuccino, Hashtag i podobnych. Wyróżniono ok. 5500 najważniejszych wyrazów. Zamieszczono również uwagi natury gramatycznej i poprawnościowej. Istnieje również mniejszy słownik – opracowany przez tę samą redakcję – Power Wörterbuch Deutsch als Fremdsprache.
Słownik dydaktyczny języka niemieckiego wydał też potentat na rynku słowników niemieckich – wydawnictwo Duden. Słownik zawiera 20 000 haseł opracowanych dla potrzeb studentów ubiegających się o certyfikat B1 Goethe-Institut. Wyrazy hasłowe są zdefiniowane w prosty sposób, wielu z nich towarzyszą przykłady użycia, skupione na życiu codziennym. Podano również synonimy, antonimy. Umieszczono 75 ramek wskazujących słowa często mylone, np. rational – rationell. Hasła zostały wybrane na podstawie korpusu językowego Dudena. Słownik uzupełnia słowniczek terminów gramatycznych użytych w publikacji.
W roku 2015 wydawnictwo edukacyjne Pons wydało słownik dydaktyczny języka niemieckiego Grosswörterbuch Deutsch als Fremdsprache. Słownik oferuje ponad 77 tys. haseł, zwrotów i konstrukcji językowych, objaśnionych przy użyciu prostego języka. Słownik podaje ważne konstrukcje gramatyczne, a także wymowę; zawiera obszerny poradnik ortograficzny i krótką gramatykę języka niemieckiego.

### Słownik szwedzkojęzyczny
Szwedzkie wydawnictwo „Natur och Kultur” wydało w 2001 roku opracowany przez Pera Olofa Köhlera i Ullę Messelius słownik Natur och Kulturs Svenska Ordbok, zawierający 50 tys. słów i wyrażeń zdefiniowanych łatwym w zrozumieniu językiem, ilustrowanym 31 tys. przykładami użycia i 500 rysunkami. Zamieszczono również rozwiązania typowych problemów w nauce języka szwedzkiego, np. listę wyrazów zaczynających się od l–, sj– i tj–. Zaznaczono również akcent toniczny wyrazów i wymowę wyrazów, jeśli odbiega od standardowej.

### Słownik polskojęzyczny
W roku 2000 ukazał się Inny słownik języka polskiego autorstwa Mirosława Bańki, napisany przy wykorzystaniu metody leksykograficznej słownika Collins COBUILD Advanced Dictionary. Słownik ukazał się w dwóch tomach, zawiera 45 tys. artykułów hasłowych i 150 tys. przykładów użycia. Budowa artykułu hasłowego przypomina użytą w słowniku Collins COBUILD, objaśnienia są pisane pełnymi zdaniami, a przykłady użycia pochodzą z korpusu językowego. Dążono do przystępności opisu. Kwalifikatory występują w pełnej wersji, a także zastosowano specjalny algorytm odmiany po to, by stworzyć słownik przyjazny odbiorcy.